# Loka (Šentjernej)
Loka is een plaats in Slovenië en maakt deel uit van de gemeente Šentjernej in de NUTS-3-regio Jugovzhodna Slovenija. De plaats telde 100 inwoners op 1 januari 2020.